# Emilio Carranza

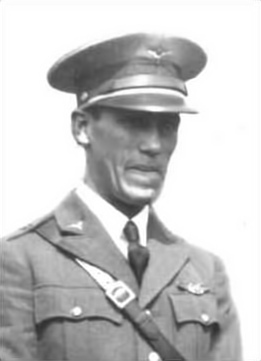
Emilio Carranza in 1927

Emilio Carranza Rodríguez (Ramos Arizpe, 9 december 1905 – Burlington County, 13 juli 1928) was een Mexicaans luchtvaartpionier. Hij stond bekend als de "Lindbergh van Mexico".
Carranza was de achterneef van president Venustiano Carranza. Op 18-jarige leeftijd werd hij een nationale held toen hij als gevechtspiloot tijdens het bevechten van de De la Huertaopstand vanuit zijn vliegtuig Yaqui-indianen in Sonora beschoot. In Sonora stortte zijn vliegtuig neer, maar hij overleefde het ongeval, hoewel zijn gezicht met platina gerestaureerd moest worden.
In 1928 maakte hij de tot dus ver langste non-stop solovlucht door in achttien en een half uur van San Diego naar Mexico-Stad. In de zomer van dat jaar vloog hij naar New York voor het bevorderen van internationale goodwill, nadat Lindbergh een jaar eerder al naar Mexico-Stad was gevlogen. Carranza werd ontvangen door minister Herbert Hoover en burgemeester Jimmy Walker. Op de terugweg kwam hij in een onweersstorm terecht en stortte zijn vliegtuig neer, waarbij hij om het leven kwam. Op de plaats van het ongeval staat tegenwoordig een monument.